# Mahdi Elmandjra
Mahdi Elmandjra (arabe : المهدي المنجرة) est un professeur et écrivain marocain en sciences humaines et sociales, né le 13 mars 1933 à Rabat et mort dans cette ville le 13 juin 2014.

## Biographie
Le professeur Mahdi Elmandjra, musulman de confession. Il a grandi dans une famille qui valorise l'attachement aux valeurs de justice et de liberté. Il a fait ses études universitaires aux États-Unis à l'université Cornell (licence en biologie et en sciences politiques) et les continua en Angleterre où il obtint son doctorat (Ph.D. éco.) à la London School of Economics (université de Londres).

### Carrière professionnelle
Il commence sa carrière en 1958 comme professeur à l'université Mohamed-V de Rabat.
Il a été nommé après directeur général de la radiodiffusion télévision marocaine et Premier conseiller de la Mission permanente du Maroc auprès des Nations unies à New York. Il a occupé plusieurs hautes fonctions au sein de l'ONU (entre 1961 et 1981) y compris celles de chef de la division Afrique, de sous-directeur général de l'UNESCO pour les sciences sociales, les sciences humaines et la culture et de sous-directeur général pour la prospective.
Il a également été président de la Fédération mondiale des études du futur (en) (entre 1977 et 1981), président de Futuribles International et il est président-fondateur de l'Association marocaine de prospective et de l'Organisation marocaine des droits de l'homme. Il est membre de l'Académie du royaume du Maroc, de l'Académie africaine des sciences et de l'Académie mondiale des arts et lettres.
Sur proposition de Abdennasser Naji, il a donné son nom au Prix Mahdi Elmandjra de la qualité de l'éducation, décerné par l'Institut AMAQUEN à plusieurs établissements, en sa présence, dont l'université Mundiapolis, le groupe ESIG et le groupe ISCAE.

## Distinctions
| Pays   | Décoration ou prix                                                 | Année |
| ------ | ------------------------------------------------------------------ | ----- |
| France | Prix de la vie économique                                          | 1981  |
| France | Grande médaille de l'Académie royale d'architecture                | 1984  |
| France | Ordre des Arts et des Lettres                                      | 1984  |
| Japon  | Ordre du Soleil levant                                             | 1986  |
| USA    | Médaille de la paix de l'Académie internationale d'Albert Einstein | 1995  |
| France | Prix de la Fédération mondiale des études sur le futur             | 1995  |

## Œuvres
Mahdi Elmandjra a publié plus de 500 articles dans les domaines des sciences humaines et sociales. Il est aussi l’auteur de nombreux ouvrages dont :
- The United Nations System: An Analysis, 1973, 368 pages.  (ISBN 0-2080-1383-0)
- On ne finit pas d’apprendre, rapport au Club de Rome, traduit en 12 langues, 1979, 159 pages.  (ISBN 0-0802-4704-0)
- Maghreb et Francophonie, 1988, 84 pages.  (ISBN 2-7178-1594-5)
- Première Guerre civilisationnelle, 1991, 200 pages.
- Rétrospective des futurs, 1992.
- Nord-Sud, prélude à l’ère postcoloniale, 1993, 304 pages.
- Al Quds, symbole et mémoire, 1996.
- Dialogue de la communication, 1996, pages 180.
- La Décolonisation culturelle, défi majeur du XXIe siècle, 1996.
- Massar Fikr, cheminement d’un penseur, 1997.
- Déglobalisation de la globalisation, 1999.
- Intifadates, 2001.
- Humiliation à l'ère du méga-impérialisme, illustrations d'Ahmed Ben Yessef, 2003, 224 pages.
- Ihana, 2004.
- La Valeur des valeurs, 2008.